# Zuzana Babiaková
Zuzana Babiaková geb. Paurová (* 21. April 1978 in Žilina) ist eine ehemalige slowakische Eiskunstläuferin, die im Einzellauf startete.

## Entwicklung
1996 startete Zuzana Paurová erstmals bei einer Europameisterschaft, ein Jahr später bestritt sie ihre erste Weltmeisterschaft. In der Saison 1999/2000 pausierte sie. In diese Zeit fallen ihre Heirat und die Geburt ihres Sohnes.
Bei ihrem Come-Back in der darauf folgenden Saison benutzte sie zunächst den Doppelnamen Babiaková-Paurová, später lief sie nur noch unter ihrem Ehenamen.
Sie startete bei den Olympischen Spielen 2002, wo sie Rang 21 belegte. Von 1996 bzw. 1997 bis 2004 nahm sie acht bzw. sieben Mal an Europa- und Weltmeisterschaften teil. In den Jahren nach 2000 wurde sie auch viermal slowakische Meisterin. Ihr größter internationaler Erfolg war der Sieg beim Golden Spin-Turnier in Zagreb 2003. Im Jahr 2004 beendete Babiaková ihre Karriere.

## Ergebnisse
| Wettbewerb/Saison           | 1995/96 | 1996/97 | 1997/98 | 1998/99 | 1999/2000 | 2000/01 | 2001/02 | 2002/03 | 2003/04 |
| --------------------------- | ------- | ------- | ------- | ------- | --------- | ------- | ------- | ------- | ------- |
| Olympische Winterspiele     |         |         | -       |         |           |         | 21.     |         |         |
| Weltmeisterschaften         | -       | 27.     | 21.     | 28.     | -         | 24.     | 13.     | 33.     | 22.     |
| Europameisterschaften       | 31.     | 24.     | 14.     | 14.     | -         | 13.     | 15.     | 16.     | 9.      |
| Slowakische Meisterschaften |         |         |         |         |           | 1.      | 1.      | 1.      | 1.      |